# Самосуд, Самуил Абрамович
Самуи́л Абра́мович Самосу́д (2 (14) мая 1884, Тифлис — 6 ноября 1964, Москва) — русский и советский дирижёр, педагог, виолончелист. Народный артист СССР (1937). Лауреат трёх Сталинских премий (1941, 1947, 1952). Кавалер ордена Ленина (1937).

## Биография
Родился в Тифлисе (ныне Тбилиси, Грузия), сын военного капельмейстера Гренадерского Сапёрного Его Императорского Высочества Великого Князя Петра Николаевича батальона (унтер-офицер Абрам Самосуд был ранее также начальником музыкантской команды 64-го пехотного Казанского полка, с которым принимал участие в Русско-турецкой войне 1877—1878 годов).
Начал заниматься на виолончели у Василия Доброхотова. В 1906 году окончил Тифлисское музыкальное училище (ныне Тбилисская государственная консерватория имени Вано Сараджишвили) у А. Поливко по классу виолончели, играл в различных оркестрах. Позднее учился в Праге у Г. Вигана, в Париже у П. Казальса и в «Схола канторум» по классам композиции у B. д’Энди и дирижирования у Э. Колонна.
По возвращении в Россию — виолончелист оркестра Народного дома в Санкт-Петербурге. В 1910—1917 годах — дирижёр оперного театра Народного дома, в 1917—1919 — Мариинского театра. В 1918—1936 годах — главный дирижёр и художественный руководитель Михайловского театра (с 1926 по 1964 — Государственный академический Малый оперный театр).
В 1929 — 1936 годах преподавал дирижирование в Ленинградской Консерватории (с 1934 — профессор).
В 1936—1943 годах — главный дирижёр ГАБТ, в 1943—1950 — МАМТ имени К. С. Станиславского и В. И. Немировича-Данченко в Москве.
В 1951—1953 годах руководил Оперно-симфоническим оркестром при Всесоюзном радиокомитете. В 1953 году на его основе организовал и возглавил Симфонический оркестр Московской филармонии (1953—1957). В 1957 году создал и до 1964 года возглавлял Оперно-симфонический оркестр Всесоюзного радио и телевидения (ныне Государственная академическая симфоническая капелла России).
Играл важную роль в музыкальной жизни СССР. Под его управлением состоялись первые постановки опер советских композиторов, среди которых — «Нос» (1930) и «Леди Макбет Мценского уезда» (1934) Д. Д. Шостаковича, «Война и мир» С. С. Прокофьева (1946, в сокращённом варианте), «Фрол Скобеев» (1950) Т. Н. Хренникова и др. Впервые исполнены 7-я симфония Д. Д. Шостаковича (1942, Куйбышев и Москва), оратория «На страже мира» (1950) и 7-я симфония С. С. Прокофьева (1952). Осуществил концертные постановки многих оперных произведений.

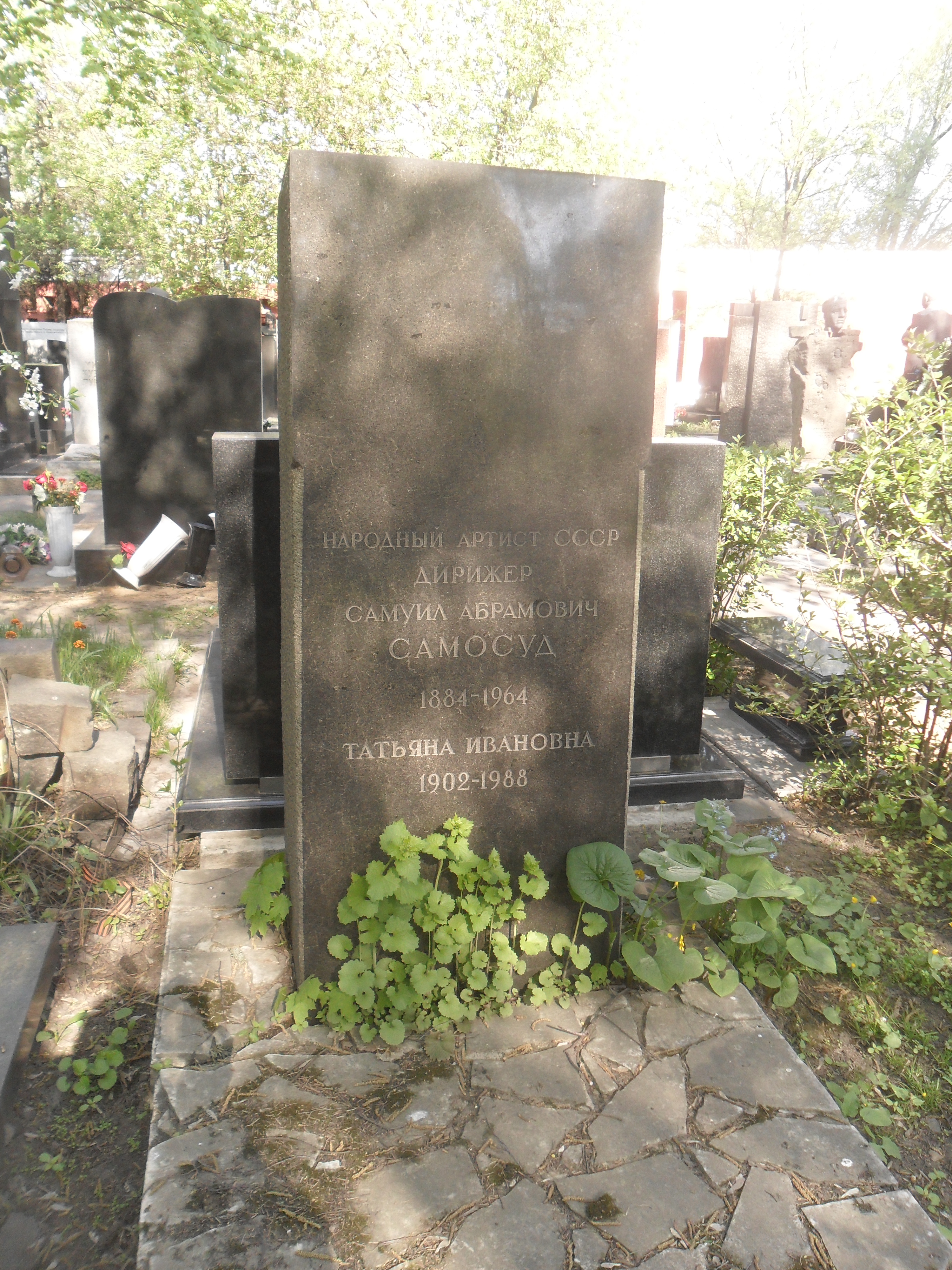
Могила Самосуда на Новодевичьем кладбище Москвы.

Умер 6 ноября 1964 года. Похоронен в Москве на Новодевичьем кладбище (участок № 3).

## Звания и награды
- заслуженный артист Республики
- народный артист РСФСР (17 февраля 1936)
- народный артист СССР (02.06.1937)
- Сталинская премия второй степени (1941) — за постановку оперного спектакля «Иван Сусанин» М. И. Глинки (1939)
- Сталинская премия первой степени (1947) — за постановку оперного спектакля «Война и мир» С. С. Прокофьева
- Сталинская премия второй степени (1952) — за постановку оперного спектакля «Семья Тараса» Д. Б. Кабалевского
- Орден Ленина (02.06.1937) — за выдающиеся заслуги в деле развития оперного и балетного искусства
- Орден Трудового Красного Знамени (1964)
- Орден «Знак Почёта» (28.2.1936)
- Медаль «За доблестный труд в Великой Отечественной войне 1941—1945 гг.»
- Медаль «В память 800-летия Москвы»

## Участие в постановках опер
- 1923 — «Золотой петушок» Н. А. Римского-Корсакова
- 1925 — «Похищение из сераля» В. А. Моцарта
- 1925 — «За красный Петроград» А. П. Гладковского и Е. В. Пруссака
- 1927 — «Двадцать пятое» С. К. Штрассенбурга по поэме «Хорошо» В. В. Маяковского
- 1927 — «Прыжок через тень» Э. Кшенека
- 1928 — «Джонни наигрывает» Э. Кшенека
- 1928 — «Снегурочка» Н. А. Римского-Корсакова
- 1929 — Фальстаф Дж. Верди
- 1930 — «Нос» Д. Д Шостаковича
- 1933 — «Камаринский мужик» В. В. Желобинского
- 1934 — «Леди Макбет Мценского уезда» Д. Д. Шостаковича
- 1935 — «Именины» В. В. Желобинского
- 1935 — «Тихий Дон» И. И. Дзержинского
- 1937 — «Руслан и Людмила» М. И. Глинки (новая сценическая редакция)
- 1937 — «Поднятая целина» И. И. Дзержинского
- 1939 — «Иван Сусанин» М. И. Глинки
- 1940 — «Иоланта» П. И. Чайковского
- 1941 — «В огне» Д. Б. Кабалевского
- 1946 — «Война и мир» С. С. Прокофьева (в сокращённом варианте, режиссёр Б. А. Покровский)
- 1947 — «Семья Тараса» Д. Б. Кабалевского (2-я редакция 1951)
- 1950 — «Фрол Скобеев» Т. Н. Хренникова
- «Кармен» Ж. Бизе
- «Пиковая дама» П. И. Чайковского (режиссёр Вс. Э. Мейерхольд)
- «Любовь Яровая» В. Р. Энке
- «Нищий студент» (оперетта) К. Миллёкера

## Концертные постановки
- «Сказание о невидимом граде Китеже и деве Февронии» Н. А. Римского-Корсакова
- «Богема» Дж. Пуччини
- «Паяцы» Р. Леонкавалло
- «Тангейзер» Р. Вагнера
- «Нюрнбергские мейстерзингеры» Р. Вагнера
- «Итальянка в Алжире» Дж. Россини
- «Лоэнгрин» Р. Вагнера
- «Сорока-воровка» Дж. Россини
- «Чародейка» П. И. Чайковского
- «Кащей бессмертный» Н. А. Римского-Корсакова
- «Моцарт и Сальери» Н. А. Римского-Корсакова
- «Пан воевода» Н. А. Римского-Корсакова